# Kankandé
Kankandé est une localité située dans le département de Kaya de la province du Sanmatenga dans la région Centre-Nord au Burkina Faso.

## Géographie
Constitué de centres d'habitations dispersés, Kankandé est situé à 3 km au nord-ouest de Kalambaogo et à 17 km au nord du centre de Kaya, la principale ville de la région. Le village est à 3 km de la route départementale 18 reliant Kaya à Barsalogho.

## Éducation et santé
Le centre de soins le plus proche de Kankandé est le centre de santé et de promotion sociale (CSPS) de Kalambaogo tandis que le centre hospitalier régional (CHR) se trouve à Kaya.
Kankandé possède une école primaire publique.